# 365 يوم: هذا اليوم
365 يوم: هذا اليوم (بالإنجليزية: 365 Days: This Day)‏ هو فيلم إغراء إثارة أمريكي- بولندي من إخراج باربرة بيالواس وتوماش ماندس. وهو الجزء الثاني لفليم 365 يوم. قصة الفيلم مقتبسة من رواية (هذا اليوم) للكاتبة بلانكا ليبيسكا. الفيلم من بطولة آنا ماريا سيكلوتسكا، ماغدالينا لامبارسكا وميشيل موروني. عرض على منصة نتفليكس في 27 أبريل 2022.

## روابط خارجية
- 365 يوم: هذا اليوم على موقع IMDb (الإنجليزية)
- 365 يوم: هذا اليوم على موقع ميتاكريتيك (الإنجليزية)
- 365 يوم: هذا اليوم على موقع روتن توميتوز (الإنجليزية)
- 365 يوم: هذا اليوم على موقع نتفليكس (الإنجليزية)
- 365 يوم: هذا اليوم على موقع فيلمافينيتي (الإسبانية)
- 365 يوم: هذا اليوم على موقع قاعدة بيانات الفيلم (الإنجليزية)
- 365 يوم: هذا اليوم على موقع ليتربوكسد (الإنجليزية)